# بنای توفیقی
بنای توفیقی مربوط به اواخر دوره قاجار - دوره پهلوی است و در زنجان محله غریبه بالا (محله «خرابه رجی») واقع شده است. این اثر در تاریخ ۲۵ اسفند ۱۳۷۸ با شمارهٔ ثبت ۲۶۶۴ به‌عنوان یکی از آثار ملی ایران به ثبت رسیده است.
عمارت توفیقی در ابتدا محل زندگی حاج علی‌اکبر توفیقی بوده است، که در سال ۱۳۰۰ رئیس بلدیه شهر یا شهردار زنجان بود. این بنای دو طبقه در بافت قدیمی شهر واقع شده و به لحاظ سبک معماری به سیاق الگوی متقارن معمول دوران قاجار ساخته شده است.